# Дубовиківська сільська рада (Синельниківський район)
Дубови́ківська сільська́ ра́да — орган місцевого самоврядування Дубовиківської сільської територіальної громади Синельниківського району Дніпропетровської області. Адміністративний центр — село Дубовики.
До 7 серпня 2020 року — Миколаївська сільська рада Синельниківського району Дніпропетровської області.

## Загальні відомості
- Дата заснування 29 жовтня 2017 року.
- Населення громади: 6943 осіб.

## Історія
Дубовиківська сільська територіальна громада була утворена 29 жовтня 2017 року шляхом об’єднання Добровільської, Зеленогайської та Миколаївської сільських рад Васильківського району.
Спочатку громада мала назву Миколаївська сільська територіальна громада. У 2020 році вона була перейменована на Дубовиківську сільську територіальну громаду, а її адміністративним центром стало село Дубовики. Згодом до громади приєдналися Шевченківська сільська та Чаплинська селищна ради.

## Адміністративний устрій
Загальна площа територіальної громади становить 450,12 км². 
До її складу входять 27 населених пунктів, зокрема:
- 1 селище: Чаплине,
- 26 сіл: Артемівка, Бровки, Гришаї, Дачне, Добровілля, Довге, Дубовики, Журавлинка, Зелена Роща, Зелений Гай, Касаєве, Копані, Краснощокове, Крутеньке, Лиса Балка, Медичне, Миколаївка, Новоандріївка, Очеретувате, Петрикове, Рівне, Свиридове, Таранове, Хвилі, Хуторо-Чаплине, Шевченкове.

У межах громади функціонують п’ять старостинських округів:
- Добровільський,
- Зеленогайський,
- Миколаївський,
- Шевченківський,
- Чаплинський.

## Склад ради
Рада складається з 21 депутата та голови.
- Голова ради: Карнаух Микола Володимирович.

### Керівний склад попередніх скликань
| Прізвище, ім'я, по батькові  | Основні відомості                                                                   | Дата обрання | Дата звільнення |
| ---------------------------- | ----------------------------------------------------------------------------------- | ------------ | --------------- |
| Скрипник Юрій Ілліч          | Сільський голова, 1955 року народження, освіта вища, член Селянської партії України | 26.03.2006   | 31.10.2010      |
| Скрипник Юрій Ілліч          | Сільський голова, 1955 року народження, освіта вища, член Партії регіонів           | 31.10.2010   | 2017            |
| Здоровець Надія Іванівна     | СІльський голова, освіта вища                                                       | 2017         | 2020            |
| Карнаух Микола Володимирович | Сільський голова, 1968 року народження, освіта вища.                                | 24.11.2020   |                 |

Примітка: таблиця складена за даними сайту Верховної Ради України

### Депутати
До складу депутатського корпусу громади входять 21 обраний представник.

#### За суб'єктами висування
| Суб'єкт висування             | Кількість обраних депутатів | %    |
| ----------------------------- | --------------------------- | ---- |
| Опозиційна платформа-За життя | 5                           | 23,8 |
| Батьківщина                   | 8                           | 38,1 |
| За майбутнє                   | 5                           | 23,8 |
| Слуга народу                  | 2                           | 9,5  |
| Самовисування                 | 1                           | 4,8  |

#### За округами
| № округу | Прізвище, ім'я, по батькові   | Дата визнання обраним | Суб’єкт висування обраного депутата                                                        |
| -------- | ----------------------------- | --------------------- | ------------------------------------------------------------------------------------------ |
| 1        | Дубовик Тетяна Михайлівна     | 24.11.2020            | Дніпропетровська регіональна організація Політичної партії «Опозиційна платформа-За життя» |
| 1        | Зайцев Євген Вікторович       | 24.11.2020            | Дніпропетровська обласна організація Всеукраїнського об’єднання «Батьківщина»              |
| 1        | Погорілов Валерій Валерійович | 24.11.2020            | Дніпропетровська обласна організація Політичної партії « За майбутнє»                      |
| 2        | Бурдейна Ольга Миколаївна     | 24.11.2020            | Дніпропетровська обласна організація Політичної партії « За майбутнє»                      |
| 2        | Карась Людмила Миколаївна     | 24.11.2020            | Дніпропетровська обласна організація Політичної партії « За майбутнє»                      |
| 2        | Поляков Сергій Борисович      | 24.11.2020            | Дніпропетровська регіональна організація Політичної партії «Опозиційна платформа-За життя» |
| 2        | Прохуренко Антон Юрійович     | 24.11.2020            | Дніпропетровська обласна організація Політичної партії «Слуга народу»                      |
| 3        | Бондарчук Ірина Миколаївна    | 24.11.2020            | Дніпропетровська обласна організація Політичної партії «Слуга народу»                      |
| 3        | Скляр Валентина Павлівна      | 24.11.2020            | Дніпропетровська регіональна організація Політичної партії «Опозиційна платформа-За життя» |
| 3        | Чиж Наталя Володимирівна      | 24.11.2020            | Дніпропетровська обласна організація Політичної партії « За майбутнє»                      |
| 4        | Мазур Володимир Михайлович    | 24.11.2020            | ВО Дніпропетровська обласна організація Всеукраїнського об’єднання «Батьківщина»           |
| 4        | Рожкова Ірина Володимирівна   | 24.11.2020            | ВО Дніпропетровська обласна організація Всеукраїнського об’єднання «Батьківщина»           |
| 5        | Гулівець Тетяна Дмитрівна     | 24.11.2020            | ВО Дніпропетровська обласна організація Всеукраїнського об’єднання «Батьківщина»           |
| 5        | Лиман Алла Іванівна           | 24.11.2020            | Самовисування                                                                              |
| 5        | Філь Віктор Миколайович       | 24.11.2020            | Дніпропетровська обласна організація Політичної партії ПП « За майбутнє»                   |
| 6        | Дубовик Микола Григорович     | 24.11.2020            | Дніпропетровська регіональна організація Політичної партії «Опозиційна платформа-За життя» |
| 6        | Лихацький Микола Федорович    | 24.11.2020            | Дніпропетровська обласна організація Всеукраїнського об’єднання «Батьківщина»              |
| 6        | Носарєв Олег Васильович       | 24.11.2020            | Дніпропетровська обласна організація Всеукраїнського об’єднання «Батьківщина»              |
| 7        | Верховська Марина Вікторівна  | 24.11.2020            | Дніпропетровська регіональна організація Політичної партії «Опозиційна платформа-За життя» |
| 7        | Коваленко Олександр Петрович  | 24.11.2020            | Дніпропетровська обласна організація Всеукраїнського об’єднання «Батьківщина»              |
| 7        | Тюлюбек Людмила Григорівна    | 24.11.2020            | Дніпропетровська обласна організація Всеукраїнського об’єднання «Батьківщина»              |